# Gunter Presch
Gunter Presch (* 1939 in Arnstadt; † 2020) war ein deutscher Germanist.

## Leben
Er studierte Germanistik und Geschichte an den Universitäten Frankfurt am Main, Marburg und an der FU Berlin. Von 1970 bis 1974 war er wissenschaftlicher Angestellter am Sonderforschungsbereich Bildungsforschung der Universität Konstanz. Nach der Promotion (Die Satzklammer im Deutschen. Syntaktische Beschreibung, Dekodierstrategien) an der Universität Konstanz 1974 war er von 1974 bis 1978 Akademischer Rat/Oberrat an der Gesamthochschule Siegen. Von 1978 bis 2004 lehrte er als Professor für Linguistik des Deutschen an der Universität Hamburg.
Sein Schwerpunkt war sprachliches Handeln in Konfliktfeldern.

## Schriften (Auswahl)
- Syntaktische Diskontinuität. Linearität als grammatisches Prinzip und als Problem sprachlicher Rezeption. Hildesheim 1977, ISBN 3-487-06269-0.
- mit Klaus Groy: Sprachnormen III. Kommunikationsorientierte Linguistik – Sprachdidaktik. Stuttgart 1976, ISBN 3-7728-0580-9.
- als Herausgeber mit Josef Klein: Institutionen – Konflikte – Sprache. Arbeiten zur linguistischen Pragmatik. Tübingen 1981, ISBN 3-484-10426-0.
- Namen in Konfliktfeldern. Wie Widersprüche in Eigennamen einwandern. Tübingen 2001, ISBN 3-8233-5126-5.